# میدان سرخ (مجموعه نمایش خانگی)
میدان سرخ یک مجموعهٔ نمایشی ایرانی به کارگردانی ابراهیم ابراهیمیان و به تهیه‌کنندگی جواد نوروزبیگی محصول سال ۱۴۰۰ است که به صورت اختصاصی در شبکه نمایش خانگی فیلیموپخش شده است.
در این مجموعه ارشا اقدسی به عنوان بدلکار و طراح صحنه‌های اکشن حضور داشته‌است.

## خلاصهٔ داستان
میدان سرخ داستان زنی تنهاست به نام شیدا (مهتاب کرامتی) که ناخواسته وارد بازی وحشتناکی می‌شود که توسط همسر او و یک تروریست خارجی شکل گرفته‌است. او برای نجات جان دخترش در معرض انتخاب میان عشق، انتقام و قدرت قرار می‌گیرد و با سه قاچاقچی مطرح و قدرتمند به نام‌های پاپ (حمید فرخ‌نژاد)، تورج مبینی (علی مصفا) وعبد مکین (سعید داخ) مدتی همراه می‌شود، غافل از آنکه پایان این بازی، خون‌بار خواهد بود.

## بازیگران
- حمید فرخ‌نژاد
- مهتاب کرامتی
- بهرام افشاری
- رضا یزدانی
- کاظم سیاحی
- ابوالفضل امیری
- مسعود کرامتی
- سعید داخ
- مهدی حسینی‌نیا
- محمد رضا اکبری
- امید روحانی
- سوگل قلاتیان
- مجید پتکی
- بهزاد خلج
- تینو صالحی
- آرمین رحیمیان
- بهدخت ولیان
- سحر نظام‌دوست
- امیرحسین آرمان
- علی مصفا
- ستاره اسکندری
- لیندا کیانی